# Медведчиково (станція)
Медведчиково (рос. Медведчиково) — станція Улан-Уденського регіону Східносибірської залізниці Росії, розташована на дільниці Заудинський — Наушки між станціями Комушка (відстань — 6 км) і Саянтуй (14 км). Відстань до ст. Заудинський — 14 км, до державного кордону — 239 км.